# Arceus

El logotip internacional de la franquícia Pokémon

La quarta generació (Generació IV) de la franquícia Pokémon inclou 107 espècies de criatures de ficció introduïdes a la sèrie bàsica de videojocs als jocs de Nintendo DS de 2006 Pokémon Diamond i Pearl. Alguns Pokémon d'aquesta generació es van introduir en adaptacions animades de la franquícia abans de Diamond i Pearl, com Bonsly, Mime Jr. i Munchlax, que eren personatges recurrents a la sèrie d'anime Pokémon el 2005 i el 2006.
Hi ha una llista que detalla el 107 Pokémon de la generació IV per ordre del seu número de Pokédex nacional. El primer Pokémon, Turtwig, és el número 387 i l'últim, Arceus, és el número 493. Per comoditat s'inclouen formularis alternatius que donen lloc a canvis de tipus. Les mega evolucions i les formes regionals s'inclouen a les pàgines de la generació en què es van introduir.